# Polyptychus lapidatus
Polyptychus lapidatus là một loài bướm đêm thuộc họ Sphingidae. Loài này có ở Liberia tới Ghana và Gabon.